# Parc Louise-Marie
 (décembre 2023).
Si vous disposez d'ouvrages ou d'articles de référence ou si vous connaissez des sites web de qualité traitant du thème abordé ici, merci de compléter l'article en donnant les références utiles à sa vérifiabilité et en les liant à la section « Notes et références ».
Le parc Louise-Marie (en néerlandais: Louise-Mariepark) est un espace vert de la ville belge de Namur. Portant le nom de Louise-Marie d'Orléans, femme de Léopold I et première reine des Belges, le parc est bordé, tout au long de son côté sud-est, de la rue appelée Rempart de la Vierge, rappelant son origine.

## Histoire
Le parc fut créé en 1879-1880, lorsque les remparts (du XIVe) et l'enceinte de la ville de Namur furent démolis et les douves extérieures comblées. À l'origine, l'espace vert nouvellement créé comprenait un petit port de plaisance avec accès à la Sambre. Lorsque décision fut prise de combler les douves, un concours fut organisé pour le projet d'un parc public. Le lauréat fut l'architecte paysagiste Constantin Smits. Il créa un parc sur deux niveaux présentant une apparence rurale. Le parc constitue un important lieu de sociabilité urbaine très fréquenté par les Namurois.

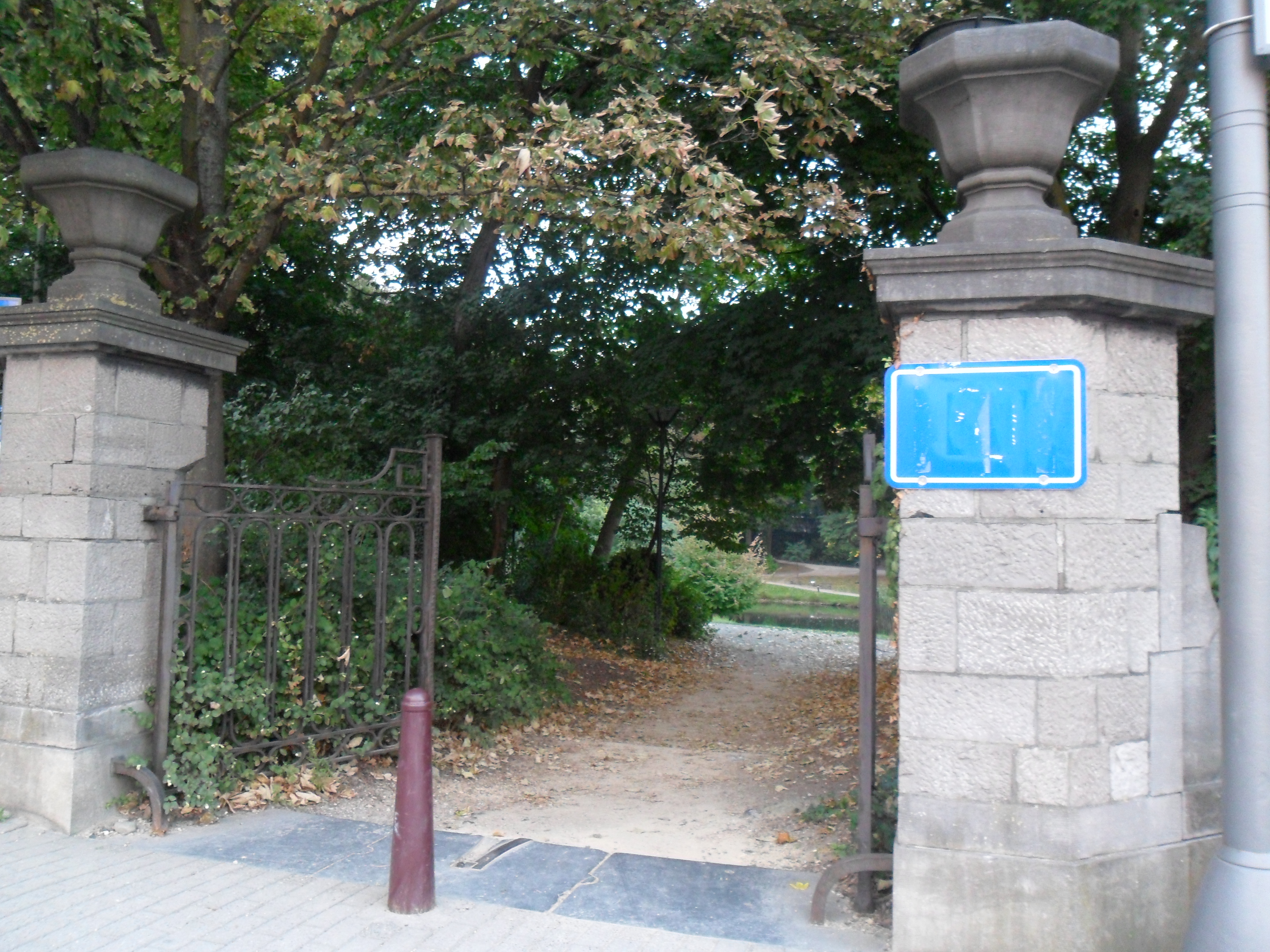
L'entrée du parc (côté rue de Bruxelles)

## Description
L'étang se trouvant au centre du parc rappelle l'ancien fossé des douves de l'enceinte fortifiée :  on y trouvait une sculpture de Nat Neujean. La grotte bordant l'étang sur son côté est artificielle. Au milieu du parc, les vestiges de l'ancien pont conduisant à la porte de Bruxelles (construit entre 1815 et 1820) de l'enceinte furent dégagés lors de la dernière restauration de 1990 et sont aujourd'hui bien visibles. 
L'escalier conduisant à l'avenue de Stassart (coté ouest) est une copie de l'escalier dessiné par le graveur namurois Félicien Rops pour le jardin de sa propre maison, la Demi-Lune, à Corbeil-Essonnes, au sud de Paris. Il est orné d'une plaque en bronze réalisée par Armand Bonnetain à l'effigie de l'artiste. 
Une aire de jeux pour enfants a été aménagée sur le côté sud-ouest (Sambre) du parc.